# Comitatele Suediei
Comitatele Suediei (în suedeză Sveriges län) sunt subdiviziunile administrative și politice de ordin superior din Suedia. În prezent Suedia este împărțită în 21 de comitate (län); însă, de-a lungul timpului numărul lor a variat, inclusiv din cauza pierderilor/câștigurilor teritoriale ale țării. Acest nivel de unități administrative a fost instituit în Suedia pentru prima oară în 1634, înlocuind provinciile istorice ale Suediei (suedeză landskap) cu scopul de a introduce un mijloc mai eficient de administrare a regatului.
Fiecare comitat este mai departe împărțit în comune (kommuner).  Din 2004 numărul lor este de 290, adică o medie de 13,8 comune per comitat.
În prezent există unele propuneri de a împărți Suedia în regiuni mai mari, înlocuind comitatele actuale.

## Lista comitatelor
| Cod ISO | Stemă | Comitat (Län)   | Reședință  | Guvernator                   | Suprafață (km2) | Populație (2013) |
| ------- | ----- | --------------- | ---------- | ---------------------------- | --------------- | ---------------- |
| AB      |       | Stockholm       | Stockholm  | Åsa Ryding[*]                | 6,519.3         | 2,163,042        |
| AC      |       | Västerbotten    | Umeå       | Helene Hellmark Knutsson[*]  | 55,186.2        | 261,112          |
| BD      |       | Norrbotten      | Luleå      | Lotta Finstorp[*]            | 98,244.8        | 249,436          |
| C       |       | Uppsala         | Uppsala    | Göran Enander[*]             | 8,207.2         | 345,481          |
| D       |       | Södermanland    | Nyköping   | Beatrice Ask[*]              | 6,102.3         | 277,569          |
| E       |       | Östergötland    | Linköping  | Elisabeth Nilsson[*]         | 10,602.0        | 437,848          |
| F       |       | Jönköping       | Jönköping  | Helena Jonsson[*]            | 10,495.1        | 341,235          |
| G       |       | Kronoberg       | Växjö      | Ingrid Burman[*]             | 8,466.0         | 187,156          |
| H       |       | Kalmar          | Kalmar     | Thomas Carlzon[*]            | 11,217.8        | 233,874          |
| I       |       | Gotland         | Visby      | Cecilia Schelin Seidegård[*] | 3,151.4         | 57,161           |
| K       |       | Blekinge        | Karlskrona | Ulrica Messing[*]            | 2,946.4         | 152,757          |
| M       |       | Skåne           | Malmö      | Anneli Hulthén[*]            | 11,034.5        | 1,274,069        |
| N       |       | Halland         | Halmstad   | Lena Sommestad[*]            | 5,460.7         | 306,840          |
| O       |       | Västra Götaland | Göteborg   | Anders Danielsson[*]         | 23,948.8        | 1,615,084        |
| S       |       | Värmland        | Karlstad   | Kenneth Johansson[*]         | 17,591.0        | 273,815          |
| T       |       | Örebro          | Örebro     | Maria Larsson[*]             | 8,545.6         | 285,395          |
| U       |       | Västmanland     | Västerås   | Minoo Akhtarzand[*]          | 5,145.8         | 259,054          |
| W       |       | Dalarna         | Falun      | Ylva Thörn[*]                | 28,188.8        | 277,349          |
| X       |       | Gävleborg       | Gävle      | Per Bill[*]                  | 18,198.9        | 277,970          |
| Y       |       | Västernorrland  | Härnösand  | Gunnar Holmgren[*]           | 21,683.8        | 242,156          |
| Z       |       | Jämtland        | Östersund  | Jöran Hägglund[*]            | 49,341.2        | 126,461          |

## Harta
Harta comitatelor cu codurile lor respective.
| - AB: Stockholms län - AC: Västerbottens län - BD: Norrbottens län - C: Uppsala län - D: Södermanlands län - E: Östergötlands län - F: Jönköpings län - G: Kronobergs län - H: Kalmar län - I: Gotlands län - K: Blekinge län - M: Skåne län - N: Hallands län - O: Västra Götalands län - S: Värmlands län - T: Örebro län - U: Västmanlands län - W: Dalarnas län - X: Gävleborgs län - Y: Västernorrlands län - Z: Jämtlands län | Comitatele Suediei | Comparația comitatelor cu provinciile Suediei Liniile îngroșate reprezintă limitele comitatelor. |

## Foste comitate
Foste comitate din Suedia, în prezent desființate:
- Skaraborg län + Göteborg și Bohus län + Älvsborg län (unit ca Västra Götalands län în 1998)
- Kopparberg län (devenit Dalarna län în 1997)
- Malmöhus län + Kristianstad län (unit ca Skåne län în 1997)
- Norrlands län (în 1645 divizat în Västerbottens län, Hudiksvall län și Härnösands län)
- Nyköpings län, Gripsholm län și Eskilstunahus län (unite în 1683 pentru a forma Södermanlands län)
- Närke län (devenit Örebro län)
- Härnösands län (1645–1654, formează Västernorrlands län)
- Hudiksvall län (1645–1654, formează Gävleborg län)
- Stockholm Överståtshållarämbete (1634–1967, unit cu Stockholms län)
- Svartsjö län (1786–1809, unit cu Stockholms län)
- Ölands län (1819–1826, unit cu Kalmar län)

Foste comitate din Finlanda sub conducere suedeză:
- Turku și Pori (1634–1809)
- Nyland și Tavastehus (1634–1809)
- Ostrobotnia län (1634–1775)
- Viborg și Nyslott (1634–1721)
- Kexholm län (1634–1721)
- Kymmenegård și Nyslott (1721–1747)
- Savolax și Kymmenegårdn (1747–1775)
- Vaasa län (1775–1809)
- Oulu län (1775–1809)
- Kymmenegård län (1775–1809)
- Savolax și Karelia (1775–1809)